# Graphics Environment Manager
O Graphics Environment Manager (GEM) foi um sistema de janelas criado pela empresa Digital Research, com intuito de ser utilizado no sistema operativo CP/M nos processadores Intel 8088 e Motorola 68000. Mais tarde foi portado para MS-DOS e, durante algum tempo, foi uma boa alternativa ao Microsoft Windows, que oferecia maiores funcionalidades, até à versão do Windows 3.0, altura em que desapareceu o GEM.